# Culex quinquefasciatus
Culex quinquefasciatus (popularmente conhecido no Brasil como pernilongo e na região Nordeste como muriçoca) é uma espécie de mosquito pertencente ao género Culex, sendo um mosquito doméstico tropical. Foi descrito originalmente em Nova Orleães, Estados Unidos da América. Sua distribuição geográfica ocorre na região tropical, mas é considerado cosmopolita. Ocorre, basicamente, nas porções meridionais da Ásia, na África, na Oceania e nas Américas, na faixa entre o sul dos Estados Unidos da América ao norte da Argentina, ocorrendo em todo o Brasil.
Sua distribuição e abundância são fortemente dependentes da presença humana, com maior quantidade quanto maior for o aglomerado humano e tornando-se raros à medida que a densidade humana diminui, não ocorrendo onde não há presença humana. São antropofílicos, procurando pessoas, dentro de suas habitações, para se alimentar, mas também são em menor grau ornitofílicas, se alimentando também de aves.
O ataque ao homem por este mosquito ocorre, obrigatoriamente, à noite, preferencialmente durante o repouso. Utilizam as residências humanas como abrigo durante o dia e à noite, mas só serão estimulados para a hematofagia no crepúsculo vespertino e à noite. Consegue alcançar até 22.000 m de distância para realizar hematofagia.
Seu criadouro preferencial é composto de depósitos artificiais, no solo ou em recipientes, contendo água com muita matéria orgânica em decomposição e detritos, apresentando aspecto sujo e mau cheiro, muitas vezes em fermentação, poluída e turva, mas sempre próximo às habitações humanas. São muito beneficiados pelas alterações humanas realizadas no peridomiciliar. São muito encontrados em depósitos transitórios, geralmente sombreados, onde realizam a desova e criação, mas também utilizam águas paradas e poluídas no solo, como fossas, ralos, poços, cisternas e marcas de pneus ou de patas de animais. São coletados durante todo o ano, mas são mais frequentes nos meses quentes e chuvosos.
No Brasil, é normalmente a espécie de mosquito predominante dentro das casas. Apresentam grande preferência pelo interior das residências humanas, abrigando-se principalmente nos dormitórios e particularmente próximo ao seu horário de alimentação, mas também abrigando-se em baixo e atrás dos móveis e em sótãos ou porões.
No Brasil, é o vetor primário e principal da filariose bancroftiana e vetor secundário do vírus Oropouche. No Estado do Pará, o vírus Oropouche causou várias epidemias, assim como em 1991 em Rondônia. Já foi encontrado infectado, na natureza, com o vírus que causa encefalites, como dos tipos St. Louis, Oeste nos Estados Unidos da América e Venezuelana no Panamá.
É também o agente vector da febre do Nilo Ocidental.

## Etimologia
Culex, que dá nome ao gênero, deriva do termo em latim cŭlex, que significa "mosquito"; quinquefasciatus, por sua vez, que dá nome ao epíteto específico, deriva da junção das palavras em latim quinque - "cinco" - e fasciae - "listras".

## Características gerais
Os ovos, postos em um único grupo de cerca de 150 a 280 unidades e diretamente sobre a lâmina d`água, são alongados e inicialmente possuem coloração clara, se tornando escuros até o momento da eclosão, que ocorre de um a três dias após a oviposição.
As larvas permanecem próximas à superfície da água, onde respiram através do sifão, e vão para o fundo quando ameaçadas como mecanismo de defesa. O tempo decorrido entre o primeiro e o quarto estádio (intervalo entre uma muda e outra) é de cerca de cerca de 10 dias.
A fase de pupa dura cerca de dois dias e durante este período o indivíduo não se alimenta, porém ainda é capaz de nadar ativamente.
O mosquito (indivíduo adulto, ou "alado") possui coloração marrom e tamanho corporal que varia dos 3,96 a 4,25 mm de comprimento. Assim que emerge da pupa o mosquito permanece imóvel por algumas horas, período no qual sua cutícula ainda está endurecendo; após este período já está apto para voar. Os machos adultos se alimentam exclusivamente de fluidos vegetais, enquanto as fêmeas se alimentam tanto destes fluidos quanto de sangue, este último para a maturação dos ovos.

## Referência bibliográfica
- Consoli RAGB, Lourenço-de-Oliveira R. (1994). "Principais mosquitos de importância sanitária no Brasil" (PDF)  . Editora Fundação Instituto Oswaldo Cruz, Rio de Janeiro, Brasil. http://books.scielo.org/id/th/pdf/consoli-9788575412909.pdf«Culex+quinquefasciatus»+(em+inglês).+ITIS+(www.itis.gov).+1+de+Março+de+2008
- MOURA, Alexandre Santos de (2013). "Catepsinas B vitelolíticas de Culex quinquefasciatus" (PDF)  . Universidade de São Paulo. https://www.teses.usp.br/teses/disponiveis/42/42135/tde-18072014-105711/publico/AlexandreSantosdeMoura_Mestrado_I_C.pdf
- Brasil (2011). Guia de vigilância do Culex quinquefasciatus (PDF). [S.l.]: Ministério da Saúde. 80 páginas. ISBN 978-85-334-1791-5
- Predefinição:Referência a periódico